# ジョセフ・ケター
ジョセフ・ケター (Joseph Keter、1969年6月13日 - )は、ケニアの陸上競技選手。1996年アトランタオリンピックの男子3000m障害金メダリストである。

## 経歴
ケターは、多くの優秀なランナーを輩出したケニア西部のナンディ出身の軍人である。3000m障害を専門とした選手で、長く活躍した選手ではなかったが、オリンピックが開催された1996年に輝かしい活躍を見せた。
1996年のアトランタオリンピックの3000m障害は世界記録保持者であったモーゼス・キプタヌイが優勝候補に挙げられていた。オリンピックの決勝、キプタヌイは同じケニア軍の同僚でもあるケターの挑戦を受ける。2人は最後の水濠を並んで越えた後、ケターはキプタヌイを置きさり8分07秒12のタイムでゴール。金メダルを獲得した。
オリンピックの直後のスイスのチューリヒで、2人は再び対決しケターは8分05秒99の自己ベストで再度キプタヌイに勝利している。ケターは、翌年のIAAFグランプリファイナルの3000m障害でも優勝を果たしている。

## 主な実績
| 年   | 大会                     | 場所                       | 種目      | 結果 | 記録      |
| ---- | ------------------------ | -------------------------- | --------- | ---- | --------- |
| 1993 | アフリカ陸上選手権       | ダーバン(南アフリカ共和国) | 3000m障害 | 1位  | 8分22秒34 |
| 1996 | オリンピック             | アトランタ(アメリカ合衆国) | 3000m障害 | 1位  | 8分07秒12 |
| 1997 | IAAFグランプリファイナル | 福岡(日本)                 | 3000m障害 | 1位  | 8分21秒75 |